# Roosevelt Island
Roosevelt Island (Rooseveltův ostrov, dříve Welfare Island, ještě předtím Blackwell's Island) je úzký ostrov v průlivu East River v New Yorku. Nachází se mezi ostrovem Manhattan na západě a městskou částí Queens na východě.
Táhne se přibližně od úrovně manhattanské 46. ulice po 85. ulici, je dlouhý asi 3 km a maximální šířka je 240 metrů. Má rozlohu asi 0,6 km². Je součástí městské části Manhattan a okresu New York County.
Před kolonizací jej původní indiánští obyvatelé nazývali Minnahononck (někdy bývá uváděno Minnahanock).
V roce 2000 zde podle sčítání žilo 9520 lidí. Podle sčítání v roce 2010 se jejich počet zvýšil na 11 661.